# Microterys berberus
Microterys berberus är en stekelart som beskrevs av Masi 1921. Microterys berberus ingår i släktet Microterys och familjen sköldlussteklar.
Artens utbredningsområde är Libya. Inga underarter finns listade i Catalogue of Life.